# Toshia Mori
Toshia Mori (Japans: としあ もり), geboren als Toshie Ichioka (としえ いちおか) (Kyoto, 1 januari 1912 - Bronx, 26 november 1995) was een Amerikaanse actrice van Japanse komaf.

## Levensloop en carrière
Toshia Mori werd geboren in 1912 in Kyoto. Op haar tiende verhuisde ze naar de Verenigde Staten. Haar eerste film was Mr. Wu uit 1927. In 1932 werd ze verkozen tot een van de WAMPAS Baby Stars, aan de zijde van onder meer Ginger Rogers, Gloria Stuart en Mary Carlisle. In 1933 speelde ze in The Bitter Tea of General Yen van Frank Capra. Ze speelde ook in The Painted Veil uit 1934 naast Greta Garbo. In 1939 stopte ze met acteren.
Mori overleed in 1995 op 83-jarige leeftijd.
- Gemeinsame Normdatei: 1276708270
- Library of Congress Control Number: no2017126086
- Système universitaire de documentation: 245194029
- Virtual International Authority File: 582150688317112660009
- WorldCat: E39PBJf8tF8TWVpd76cXGFpXVC